# Кристал (футбольный клуб, Макапа)
«Кристал» — бразильский футбольный клуб из города Макапа, штата Амапа. В 2010 году клуб выступал в Серии D Бразилии.

## История
Клуб основан 15 ноября 1969 года, домашние матчи проводит на стадионе «Глисерио Маркес». Главным достижением Кристала, является победа в чемпионате штата Амапа в 2008 году.

## Достижения
- Чемпион Лиги Амапаенсе (1): 2008.